# Münchringen
Münchringen is een plaats en voormalige gemeente in het Zwitserse kanton Bern, en maakt deel uit van het district Bern-Mittelland. Op 1 januari 2014 ging Münchringen op in de gemeente Jegenstorf.
Münchringen telt 603 inwoners.